# Anthé
Anthé är en kommun i departementet Lot-et-Garonne i regionen Nouvelle-Aquitaine i sydvästra Frankrike. Kommunen ligger i kantonen Tournon-d'Agenais som tillhör arrondissementet Villeneuve-sur-Lot. År 2022 hade Anthé 200 invånare.

## Befolkningsutveckling
Antalet invånare i kommunen Anthé
| Referens: INSEE |